# Storia di Piacenza
Storia di Piacenza dall'età antica ai tempi contemporanei.

## L'età antica
La zona in cui sorge Piacenza fu popolata fin dalla Preistoria, quando fu abitata dalla civiltà delle terramare, di cui sono stati trovati reperti in diversi territori a est della città. Successivamente, vi si insediarono popolazioni di estrazione etrusca, le quali furono, comunque, fortemente influenzate anche dai liguri. Ad essi subentrarono, poi, popolazioni di stirpe gallica.
La città di Piacenza fu fondata con il nome latino di Placentia da parte dei romani nel 218 a.C., diventando, insieme alla coeva Cremona, la prima colonia romana dell'intera Italia settentrionale. La città, la cui fondazione, avvenne immediatamente dopo la conquista romana della Gallia Cisalpina, era posta lungo le sponde del fiume Po, non lontano dalla foce in esso del fiume Trebbia, venne inizialmente popolata da 6 000 coloni ed era caratterizzata dall'impianto a pianta quadrata tipico dei castrum.
Immediatamente dopo la fondazione della città, la zona fu interessata dall'arrivo in Italia delle truppe cartaginesi sotto il comando di Annibale il quale nello steso anno aveva già sconfitto le truppe romane nella battaglia del Ticino. Dopo aver occupato Casteggio grazie alla corruzione del capo della guarnigione che vi stazionava, le forze cartaginesi arrivarono nei pressi di Piacenza, dove nella battaglia della Trebbia si scontrarono con l'esercito romano, guidato dal console Tiberio Sempronio Longo che, dopo aver abbandonato Stradella poiché poco difendibile, aveva occupato una zona posta a sud della città, sulla sponda destra del fiume Trebbia. Le forze di Annibale, inizialmente accampate nei pressi di Sarturano, tra i corsi del Trebbia e del torrente Luretta, superarono la Trebbia marciando verso i Romani, i quali, comprendendo le truppe galliche, potevano contare su un totale di circa 40 000 uomini, leggermente maggiore rispetto alle forze avversarie. I Romani, incitati dall'esito favorevole delle prime scaramucce, decisero di avanzare superando la Trebbia fino al corso della Luretta, dove Annibale aveva inviato il fratello Magone al comando di circa 2 000 uomini. L'assalto dei Romani, stanchi dalla marcia e dalle difficoltà incontrate nei guadi, fallì, anche a causa dell'aiuto prestato dalle truppe di Magone che sorpresero le ali romane, nonostante i legionari posti al centro, sotto il diretto comando del console, fossero riusciti a sfondare le linee nemiche. Al termine della contesa i Romani ripiegarono su Piacenza, totalizzando circa 15 000 vittime, mentre Annibale poté incrementare il numero dei suoi effettivi arruolando milizie composte da Galli, iniziando, così, a prepararsi per la continuazione della sua campagna militare. Nonostante la pesante sconfitta nella battaglia campale, la città non fu mai conquistata dai Cartaginesi, i quali non riuscirono ad espugnare neppure il porto fluviale sul Po ubicato vicino alla foce della Trebbia, che al tempo scorreva ad est della città e non ad ovest di essa. 
Nel 207 a.C. la città fu assediata dalle forze guidata da Asdrubale, altro fratello di Annibale, che, tuttavia non riuscì ad impadronirsene e, anzi, rallentò notevolmente la propria avanzata, agevolando le difese romane. Nel 200 a.C., infine, la città capitolò di fronte a un esercito composto da Galli (Insubri, Cenomani e Boi) e Liguri, alleati del condottiero cartaginese Amilcare, che lasciarono in vita solo 2 000 persone tra gli abitanti della città. Piacenza fu, poi, definitivamente riconquistata dai Romani a seguito delle vittorie ottenute tra il 199 e il 196 a.C. Gli effetti negativi della guerra contro i Cartaginesi costrinsero i Romani a procedere a una rifondazione della colonia con l'arrivo di altri 3 000 coloni nel 190 a.C.
Nel 187 a.C. Piacenza fu collegata con Rimini, posta sulle rive del mare Adriatico, tramite la via Emilia, voluta dal console Marco Emilio Lepido, che diventò l'asse viario principale di tutto il nord Italia. Successivamente, la via Emilia venne prolungata a nord in direzione di Milano (via Mediolanum-Placentia), mentre Piacenza divenne punto di diramazione, con la presenza di strade che la collegavano a Tortona e a Susa, quest'ultima passando per Pavia e Torino.
Piacenza rimase formalmente una colonia fino al 90 a.C. quando, a seguito della promulgazione della legge Iulia, diventò un municipio e vide l'assegnazione ai propri abitanti della cittadinanza romana. A seguito di questa norma, la città venne ascritta alla Gens Veturia.
Un secondo porto fluviale, più vicino all'abitato, fu realizzato ai tempi di Augusto probabilmente per supplire alla decadenza del precedente, dovuta ai mutamenti dell'alveo della Trebbia. Non lontano dalla darsena fu eretto un anfiteatro ligneo, descritto dallo storico Publio Cornelio Tacito come il più maestoso d'Italia. L'arena fu distrutta da un incendio nel 69 d.C., l'anno dei quattro imperatori, quando Piacenza era fedele all'imperatore Otone e governata da Vestricio Spurinna: le truppe comandate dal generale Aulo Cecina Alieno, comandante delle forze fedeli a Vitellio, assediarono la città appiccando il fuoco al manufatto, posto fuori le mura; gli assedianti non riuscirono però nel loro intento e furono costretti a ripiegare in direzione di Cremona.
Un'altra devastazione si ebbe nel 271 per mano di un contingente di Alemanni e Iutungi, che poi affrontarono l'esercito romano, guidato dall'imperatore Aureliano, nei dintorni della città in quella che è stata definita battaglia di Piacenza: gli invasori ebbero la meglio e i Romani ripiegarono.
Nel 303 d.C., durante la persecuzione dei cristiani sotto Diocleziano venne ucciso nei pressi di Travo Antonino, un centurione appartenente alla legione Tebea che si era convertito al Cristianesimo e che aveva contribuito alla diffusione del nuovo credo nella città. Nel 388 le sue spoglie furono trovate da parte del vescovo di Piacenza Savino e traslata all'interno della basilica edificata nel 350 su iniziativa del suo predecessore, Vittore. A seguito dell'episodio, l'edificio prese il nome di basilica di Sant'Antonino.
Nel 476 nelle vicinanze di Piacenza accadde la formale caduta dell'impero romano d'Occidente a seguito dell'uccisione del generale Flavio Oreste, il quale, come reggente per conto del figlio Romolo Augusto, deteneva de facto il potere su quello che restava dell'impero, dopo il suo rifiuto di concedere il potere alle truppe barbariche, comandate da Odoacre, su di un terzo dei territori della penisola italiana. Conseguentemente a ciò, Odoacre depose Romolo Augustolo dal trono imperiale e assunse il controllo sul nord Italia.

## Il Medioevo

### L'alto Medioevo
Dopo la caduta dell'impero romano, la città fu inizialmente occupata dai bizantini, venendo, poi, conquistata da parte dei Goti guidati da Totila nel 546 al termine di lunghi combattimenti che danneggiarono pesantemente la città riducendone gli abitanti alla fame. Piacenza fu, poi, riconquistata dalle forze bizantine dopo alcuni anni.
Durante la discesa dei Longobardi in Italia, nel 568, la città fu strenuamente difesa da parte delle forze bizantine, che riuscirono a resistere fino al 570 quando le truppe longobarde entrarono a Piacenza dopo aver percorso un lungo tratto appenninico per evitare le principali vie di comunicazione lungo le quali erano state installate postazioni difensive bizantine. Dopo aver preso la città i Longobardi vi costituirono un ducato. 

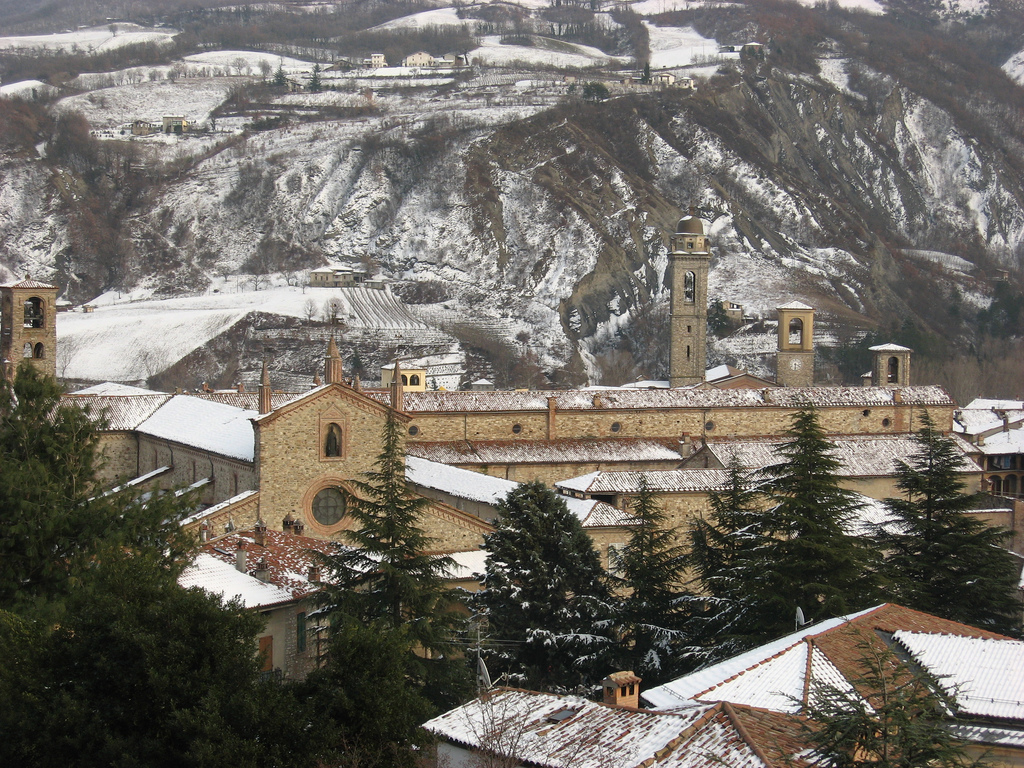
L'abbazia di San Colombano a Bobbio

Nel 614 venne fondata a Bobbio l'abbazia di San Colombano.
Con la conquista dell'Italia settentrionale da parte dei Franchi guidati da Carlo Magno, nel 774, a Piacenza venne istituita una contea; il primo conte, nominato dallo stesso Carlo Magno fu Aroinus, anche citato come Arduino. Negli anni successivi i monarchi della dinastia carolingia concessero un'ampia serie di privilegi a diversi enti religiosi piacentini; un diploma firmato da Carlo il Grosso risalente all'881 affranca la chiesa piacentina dall'ubbidienza verso qualsiasi autorità laica e le concede l'esercizio di una serie di prerogative.
Engelberga d'Alsazia, moglie dell'imperatore Ludovico II il Giovane, stabilì la sua curtis a Piacenza avviando la fondazione del monastero di San Sisto, per agevolare questo intento, il 3 giugno 870 l'imperatore concesse alla consorte il monastero di San Pietro, situato in città oltre a sette manieri. Nell'874 Ludovico favorì ulteriormente la costituzione del monastero accordandole il controllo dell'acquedotto di sistema nella contea, la disponibilità dei propri beni, il diritto sull'utilizzo di alcuni materiali da costruzione e di un canale e la possibilità di modificare gli assi viari. Il monastero iniziò a operare nell'877 e Engelberga vi rimase fino all'880 quando fu obbligata a lasciare la città per raggiungere Zurzach da parte di Carlo il Grosso.

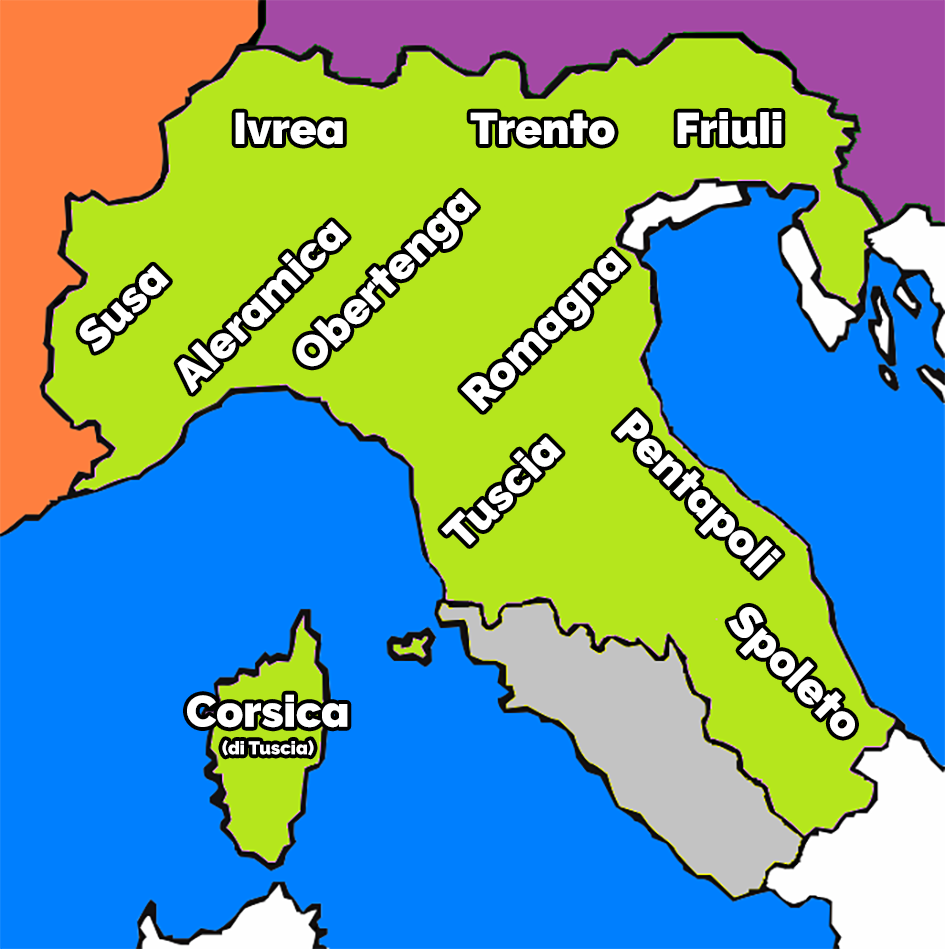
Marche del Regno d'Italia

Negli ultimi anni del IX secolo Piacenza fu, così come tutto il nord Italia, al centro di diversi scontri per il potere, passando più volte di mano tra i diversi pretendenti alle cariche di imperatore e re d'Italia. La città fu dapprima conquistata da Berengario del Friuli, poi, nel gennaio 889 venne combattuta lungo le sponde del fiume Trebbia, a sud di Piacenza una battaglia tra le truppe di Berengario e quelle di Guido II di Spoleto, che ebbe la meglio conquistando la supremazia su tutto il centro-nord dell'Italia. Nell'891 Guido istituì a Milano la marca di Lombardia, includendovi i comitati di Parma, Piacenza, Reggio Emilia e Modena.
Nell'894 l'imperatore Arnolfo di Carinzia discese in Italia; diverse città, tra cui Milano e Pavia, si sottomisero spontaneamente a lui; la sua avanzata, tuttavia, si interruppe a Piacenza dove egli venne abbandonato da quei feudatari italiani che avevano inizialmente supportato la sua operazione a causa delle troppo gravi devastazioni apportate. Con il ritorno di Arnolfo a nord delle Alpi, la città, così come tutto il nord Italia, passò sotto il controllo di Lamberto di Spoleto, figlio di Guido.
A cavallo del nuovo secolo, la città fu vittima dell'invasione da parte degli ungari, i quali danneggiarono seriamente diversi edifici, come le basiliche di Sant'Antonino e San Savino. Una seconda incursione ungara avvenne, invece, nel 924, causando anch'essa ingenti danni.
Con la conquista del nord Italia da parte di Ugo di Provenza la città finì sotto il suo controllo: durante questi anni accaddero diversi contrasti tra la città di Piacenza e l'abbazia di San Colombano di Bobbio; nel 929 Ugo tenne a Pavia un processo a carico di diversi nobili piacentini, tra i quali figuravano il conte Raginerio, suo fratello Guido, vescovo cittadino e il futuro conte, Gandolfo, accusati di aver tentato di usurpare alcuni territori soggetti all'autorità bobbiese, che era, a sua volta, direttamente soggetta al controllo di Ugo. Non potendo intervenire direttamente contro gli usurpatori, Ugo ordinò all'abate bobbiese Gerlanno la traslazione delle spoglie di San Colombano da Bobbio a Pavia; una volta trasferito il corpo del santo, fu organizzata nella città pavese una sorta di ordalia che discriminò definitivamente l'azione degli usurpatori piacentini. Successivamente, Ugo intervenne ancora nella politica cittadina sostituendo il conte Raginerio con Gandolfo. A Ugo succedette, poi, il figlio Lotario II.
Nel 950-951 il re Berengario II completò il processo di riorganizzazione territoriale del nord Italia, già iniziato precedentemente da Ugo di Provenza, costituendo la marca Obertenga, che prese il suo nome da Oberto I, a cui venne concessa, che divenne il capostipite degli Obertenghi. Il comitato di Piacenza non entrò direttamente nella marca, ma fu inserito nel 984 nella marca d'Italia, concessa ad Azzo di Canossa, insieme a città come Parma, Cremona, Bergamo e Brescia.

### Dal vescovo-conte all'età comunale
Nel 997 il vescovo Sigifredo ricevette da parte dell'imperatore Ottone III di Sassonia i poteri comitali sulla città e sulle terre contigue la cui distanza dal capoluogo risulti inferiore al miglio, dando il la alla nascita della figura del vescovo-conte, il governo sul contado presentava alcune similitudini con il governo esercitato nei territori montuosi e collinari da parte dei monasteri regi, attivi fin dall'età longobarda
All'inizio dell'XI secolo Piacenza risorge e risulta particolarmente florida nel quadro delle città padane. Nella prima metà dello stesso secolo è dominata dalla presenza dell'aristocrazia più tradizionale rappresentata dai capitanei: questo portò la città a schierarsi su posizioni filoimperiali durante il periodo della lotta per le investiture: in particolare, il vescovo Dionisio partecipò attivamente alla lotta contro papa Gregorio VII. Nel 1067, tuttavia, a Piacenza si impose il fenomeno della Pataria complice l'ascesa al potere di alcune classi sociali che ne erano tradizionalmente escluse. Nel 1089 il vescovo-conte Dionisio, fautore di una politica filoimperiale, venne cacciato da una sollevazione popolare che pose al suo posto Bonizone di Sutri, il quale godeva dell'appoggio, pur non troppo caloroso del pontefice Urbano II. La nomina del nuovo vescovo, tuttavia non fece in tempo a essere perfezionata che egli venne rapito e mutilato da milizie della fazione rivale, riuscendo, però a salvare la propria vita.
Tra il 1089 e il 1090 ci furono aspri scontri tra la fazione popolare e quella aristocratica con la città che venne occupata alternativamente da una delle due parti fino a che nel 1090 non venne stipulato un accordo di pace che prevedeva una cooperazione nella gestione del potere cittadino tra il vescovo e le classi emergenti. Nel 1095 la città, seguendo una politica filopapale, appoggio, insieme alle vicine città di Cremona, Lodi e Milano, Corrado di Lorena nella lotta intrapresa contro il padre, l'imperatore Enrico IV di Franconia. Nello stesso anno venne, inoltre, convocato da Urbano II un concilio in cui, oltre ad alcune questioni liturgiche e al matrimonio del re di Francia Filippo I, venne tenuto un sinodo contro l'imperatore e venne ascoltato un ambasciatore inviato dall'imperatore bizantino Alessio I Comneno che chiese aiuto per la guerra contro gli infedeli, da questo episodio maturò la decisione di Urbano di bandire la prima crociata, ufficialmente indetta nel seguente concilio di Clermont.
Nei primi anni del XII secolo si formò nella città un governo comunale, la cui genesi era già definitivamente compiuta nel 1126 quando compaiono per la prima volta in un documento ufficiale i nomi dei 5 consoli alla guida della città. La transizione verso il governo comunale portò a una progressiva riduzione del potere vescovile e a un allargamento dei domini cittadini, tra cui il feudo di Compiano che divenne dipendente da Piacenza nel 1141.
A partire dal XII secolo si segnala l’ascesa di imprese commerciali e bancarie piacentine, fiorite attraverso gli affari con le principali città dell’Italia settentrionale ed in particolare con Genova. Successivamente, l’attività di banchieri e prestatori piacentini nei secoli XIII e XIV si espanse nelle principali città del Portogallo, della Francia e della Spagna (a Siviglia vi è una via ad essi dedicata, calle Placentines), rientrando in quel novero di operatori commerciali alto-italiani e toscani (conosciuti come lombardi) che praticava operazioni creditizie e di cambio monetario in tutta Europa.

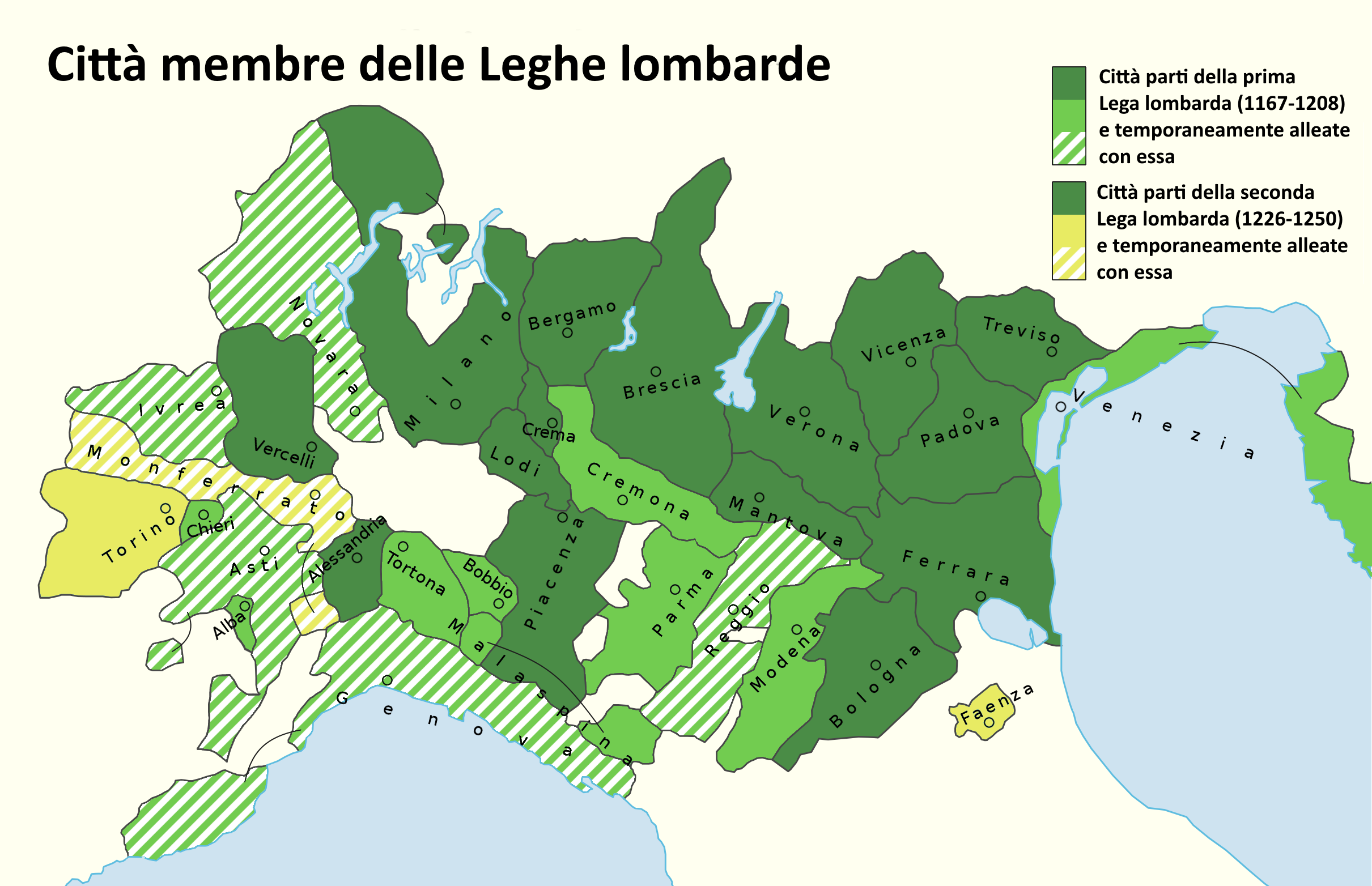
Città facenti parte della prima e della seconda Lega Lombarda

Insieme a diversi altri comuni del nord Italia, Piacenza fu coinvolta nella lotta contro l'imperatore Federico Barbarossa, il quale nei pressi della città, probabilmente nei territori controllati dall'abbazia benedettina di San Pietro di Cotrebbia vecchia, posta sulla sponda opposta del fiume Trebbia rispetto a Piacenza, che si estendevano su entrambe le sponde del fiume Po compreso tra quelli che sarebbero, in seguito diventati i territori comunali di Calendasco e Somaglia e dove si erano già tenute, a partire dal 996 diverse diete convocate da vari imperatori, tenne, nel 1154 e nel 1158, due tra le più importanti diete da lui convocate, le diete di Roncaglia, in particolare nella seconda egli rivendicò le regalie rispetto alle pretese avanzate da parte dei comuni.
Nel 1161 il Barbarossa, poco dopo aver distrutto Milano, riuscì a imporre ai piacentini il pagamento di alcune imposte, la distruzione della cinta muraria cittadina e l'elezione di un podestà di nomina imperiale nella persona di Arnaldo Barbavara, che mantenne il suo controllo sulla città fino al 1164. Nel 1167 Piacenza fu tra le città che costituirono la Lega Lombarda, alleanza tra diversi comuni nata per combattere il Barbarossa, che venne definitivamente sconfitto al termine della battaglia di Legnano, nel 1176. La pace definitiva tra i comuni e l'imperatore fu stipulata nella città svizzera di Costanza, nel 1183, dopo che i delegati delle due parti si erano incontrati a Piacenza, presso la basilica di Sant'Antonino, per discutere i termini dell'accordo. Nello specifico, l'accordo prevedeva per la città di Piacenza, la restituzione del possesso di Castell'Arquato e il riconoscimento dei diritti sul corso del fiume Po. La definitiva ratifica dell'accordo fu firmata da parte dei delegati della Lega Lombarda il 21 gennaio 1185 ancora a Piacenza, nel monastero di Santa Brigida.
Negli anni immediatamente successivi si assiste ad una modifica della forma di governo cittadina dovuta alle crescenti richieste di partecipazione alla vita pubblica da parte di mercanti e artigiani: ai consoli viene affiancata la figura del podestà, ricoperta nella prima volta nel 1188 da parte del milanese Jacopo Mainieri. Negli anni immediatamente successivi, diversi altri podestà, oltre al Mainieri, furono di origine milanese. A causa dell'alleanza stretta tra le due città che, nel 1212, quando Federico II di Svevia risalì l'Italia per conquistare la corona germanica, truppe piacentine supportarono i milanesi nella battaglia per evitare che Federico oltrepassasse il fiume Lambro per raggiungere Cremona.
Nella prima metà del XIII secolo Piacenza fu al centro di lotte con le vicine città di Parma, Pavia e Cremona, riuscendo a espandere gradualmente i propri domini, conquistando il controllo, tra gli altri, di Fombio, nel 1227. L'anno precedente, dopo non avervi fatto parte nel momento della costituzione, Piacenza aveva deciso di aderire alla seconda Lega Lombarda, costituitasi per combattere Federico II. Nel 1227 Piacenza fu una delle 16 città a cui venne riconosciuto il perdono imperiale, questo fatto bloccò la guerra per qualche anno, durante il quale nella città vi furono aspre lotte per il controllo del potere tra le fazioni dei populares che appoggiavano l'imperatore e dei milites che si schieravano a fianco dei comuni e del papato. La guerra riprese nel 1237 e vide Piacenza sempre schierata nel fronte contrapposto all'imperatore il quale, pur non riuscendo mai a conquistare né Piacenza né gli altri comuni in guerra contro di lui, avviò una riorganizzazione dei territori del nord Italia con l'istituzione, nel 1247, dei vicariati. In questa suddivisione Piacenza venne inserita nel vicariato della Lombardia occidentale.
Nel marzo 1250 la città fu scossa da una rivolta originatasi dal malcontento popolare dopo la scelta di inviare importanti aiuti alimentari verso Parma, città che aveva subito un importante assedio da parte dell'imperatore. Il governo popolare venne, quindi, affidato a Oberto de Iniquitate, durante il governo del quale la città si spostò verso lo schieramento ghibellino. Nel 1252 Oberto venne sostituito da Oberto II Pallavicino, già podestà di Cremona e vicario imperiale per la Lombardia, rappresentato in città dal luogotenente Ubertino Landi, il quale nel 1257 fu costretto alla fuga da una congiura ordita da alcuni nobili di fede opposta riparati a Pavia e guidati da Alberto Fontana. Dopo essere ritornata al potere in città nel 1261, la fazione ghibellina cedette la città nel 1266 a seguito della vittoria di Carlo I d'Angiò contro Manfredi di Sicilia.
Negli ultimi anni del secolo emerse la figura di Alberto Scotti, genero di Alberto Fontana, che aveva ereditato dallo zio Rinaldo un ruolo di primo piano all'interno della fazione guelfa. Nel giugno 1290 Scotti riuscì a diventare signore cittadino dopo essere riuscito a far ricadere le colpe di una recente sconfitta militare sulle famiglie Pallastrelli, i Rusticacci e i Cario che furono costrette a lasciare la città. Alberto Scotti attuò una politica di repressione dei rivali politici e di rafforzamento delle difese del contado, in special modo in funzione antipavese. Inoltre, egli agì per ingrandire i propri domini familiari ottenendo, tra le altre, nel 1299 l'investitura personale su Fombio, mentre altri feudi venivano concessi a diverse figure imparentate con lui.
Dopo essere stato inizialmente alleato con i Visconti, nel 1302 lo Scotti, divenuto capo della lega guelfa, costrinse alla fuga il signore di Milano Matteo I Visconti, prendendo il controllo della città e nominando podestà Bernardo, anch'esso membro della famiglia Scotti. Nel 1303 i poteri di Scotti su Piacenza furono resi ereditari, con la concessione dell'esercizio delle proprie cariche al figlio in caso di sua assenza. Nel 1304 una serie di rivolte scoppiate in città, insieme all'assedio condotto dalla lega guelfa, organizzazione da cui Alberto Scotti era, nel frattempo, fuoriuscito, lo costrinsero a lasciare la città, dove poterono ritornare i nobili da lui epurati. Nel 1307 Alberto Scotti riuscì a riprendere il possesso di Piacenza, che, però dovette cedere nel dicembre dello stesso anno a seguito di una sconfitta subita presso Pigazzano da parte dei fuoriusciti ghibellini guidati dalla famiglia Landi. Nel 1308 la città fu sotto il controllo della nobile famiglia guelfa milanese dei Della Torre, che venne cacciata dallo stesso Scotti nel maggio dell'anno successivo. Alberto rimase alla guida di Piacenza fino all'agosto 1310 quando, dopo aver concordato la nomina di Arnolfo e Bassiano Fissiraga a podestà e capitano, fuggì. Ritornato al potere a Piacenza nel settembre 1312, l'anno successivo venne imprigionato dai Visconti e condotto a Milano.

### Il dominio milanese
Nel XIV secolo Piacenza fu coinvolta nelle lotte tra guelfi e ghibellini, con le maggiori famiglie nobili locali che si schierarono sia tra le file guelfe (Scotti, Fontana, Malvicini, Banduchi e Fulgosi) che tra le file ghibelline (Landi e Anguissola).
Nel 1313 Piacenza venne conquistata dalle truppe di Galeazzo I Visconti, figlio del signore di Milano Matteo; Galeazzo divenne, poi, grazie all'appoggio dell'imperatore Enrico VII vicario imperiale per la città piacentina. Nel settembre dello stesso anno il Visconti ottenne la nomina a signore perpetuo di Piacenza da parte di un consiglio generale dominato dalle famiglie di fede ghibellina Landi e Anguissola. Gli anni di governo di Galeazzo furono caratterizzati da dure repressioni e da una forte tassazione, resasi necessaria per la costruzione di importanti opere difensive. Questo, unito ad una politica dichiaratamente antiecclesiastica, favorì il crescere del malcontento che diede il là ad una rivolta antiviscontea di matrice guelfa guidata da Obizzo Landi, il quale era stato in precedenza un aperto sostenitore della causa viscontea. Secondo la leggenda, la rivolta fu causata dalle insistenti attenzioni prestate da Galeazzo nei confronti della moglie di Obizzo, Bianchina: la veridicità di tale fatto non è mai stata provata, tuttavia è verosimile che il clima di malcontento nei confronti del signore della città, il quale nel 1322 era anche stato scomunicato, abbia fatto crescere un movimento a lui avverso intorno al Landi, la cui animosità verso Galeazzo poteva effettivamente originare da motivazioni personali.
Nell'aprile 1322 Obizzo Landi rese pubblica la sua sfida nei confronti di Galeazzo, il quale mosse d'assedio verso il castello di Rivalta, dove risiedeva Obizzo, che riuscì, tuttavia a fuggire. Nel successivo mese di giugno Galeazzo, costretto a tornare a Milano per succedere al padre morente, cedette il governo cittadino alla moglie Beatrice d'Este e a Manfredo Landi, il quale conquistò il castello di Rivalta il 6 giugno. Nel frattempo, tuttavia, Obizzo Landi si era accordato con il legato papale Bertrando del Poggetto che gli fornì le truppe con cui, tra l'8 e il 9 ottobre, Obizzo penetrò nella città di Piacenza conquistandola e costringendo alla fuga i principali esponenti della fazione viscontea. Piacenza passò, così, sotto il controllo papale. Nel maggio del 1323 Bertrando del Poggetto ottenne la signoria sulla città, che divenne uno dei centri principali della lotta antiviscontea.
Nel 1335, la città fu conquistata da Francesco Scotti, figlio di Alberto, grazie al supporto delle truppe di Azzone Visconti. Già l'anno successivo lo Scotti fu costretto alla fuga dalla città, assediata dalle truppe viscontee poste sotto la guida di Pinalla Aliprandi, che, prima della capitolazione della città, devastò le campagne circostanti.
Negli anni successivi Piacenza rimase saldamente in mani viscontee; sotto il governo di Gian Galeazzo Visconti furono riformati le modalità di elezione al consiglio generale della comunità, le entrate tributarie e la revisione degli statuti cittadini. Nel 1398 lo stesso Gian Galeazzo trasferì a Piacenza la sede dello studium generale di Pavia, che fu, in seguito, riportato nella città pavese nel 1402.

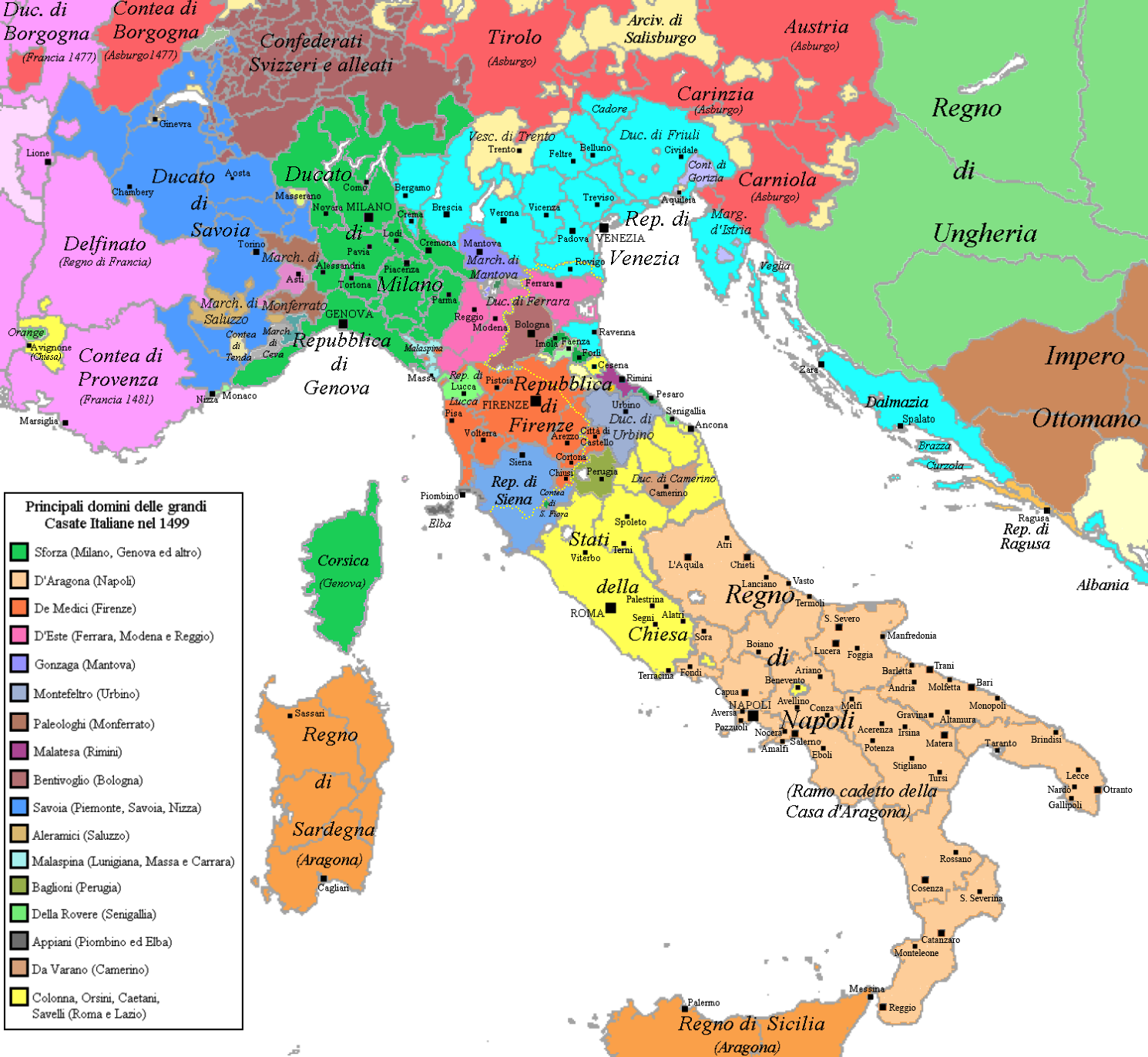
L'Italia nel 1499

Con la morte di Gian Galeazzo Visconti, avvenuta nel 1402, Piacenza andò incontro a un periodo piuttosto travagliato con diversi passaggi di mano: nel 1403 la città venne conquistata dalle truppe guelfe coalizzate contro il nuovo duca di Milano Giovanni Maria Visconti. Nel 1404 fu conquistata da Ottobuono de' Terzi che, conquistate anche Parma e Reggio Emilia, aveva instaurato una sua signoria personale. Nell'aprile 1406 la città fu conquistata dal condottiero Facino Cane il quale, pur dichiarandosi governatore e capitano della città per conto dei Visconti, si trovò in una condizione assimilabile ad una signoria personale. Dichiarato fuorilegge da parte del governo milanese nel settembre successivo, Cane ottenne la conferma del suo controllo su Piacenza da parte di Giovanni Maria Visconti nel febbraio 1407.
Nel 1409 la città fu conquistata da parte delle truppe guidate dal francese Jean II Le Meingre, intervenute per ripristinare il potere di Giovanni Maria Visconti. Negli anni successivi la città passò brevemente sotto il controllo di Giovanni Vignati. Nel 1414 la città fu conquistata da Filippo Arcelli che, al comando delle forze filoviscontee, sconfisse i soldati al servizio di Sigismondo di Lussemburgo. Dopo essere stato bandito dalla corte di Milano nel 1415, Arcelli diventò uno dei principali nemici della famiglia Visconti, riuscendo a ottenere brevemente il dominio di Piacenza, prima della riconquista milanese avvenuta nella prima parte del 1417. Nel 1418 Filippo Maria Visconti riuscì a riportare definitivamente Piacenza sotto la sua signoria.
Dopo la morte di Filippo Maria Visconti la città attraversò un brevissimo periodo di autogoverno repubblicano al termine del quale, la città passò alla Repubblica di Venezia, questo provocò l'immediata reazione di alcuni nobili locali che, alleatisi con le truppe al servizio di Francesco Sforza, assediarono la città conquistandola e riportandola sotto il dominio milanese. Negli anni successivi, sotto il governo di Galeazzo Maria, figlio di Francesco, la città fu oppressa da tributi particolarmente pesanti, che furono ridotti solo dopo la sua morte. Nel 1462 la forte imposizione fiscale sforzesca spinse alla rivolta circa 7 000 contadini capeggiati da Giacomo Pelizzari detto "Pelloia" e Onofrio Anguissola. La rivolta culminò in una battaglia, combattuta nei pressi del castello di Grazzano Visconti tra i ribelli e 1 000 soldati sforzeschi che ebbero la meglio prendendo prigioniero l'Anguissola e costringendo al suicidio il Pelloia. Piacenza rimase poi agli Sforza fino al 1499.

## L'età moderna

### Le guerre della prima metà del XVI secolo

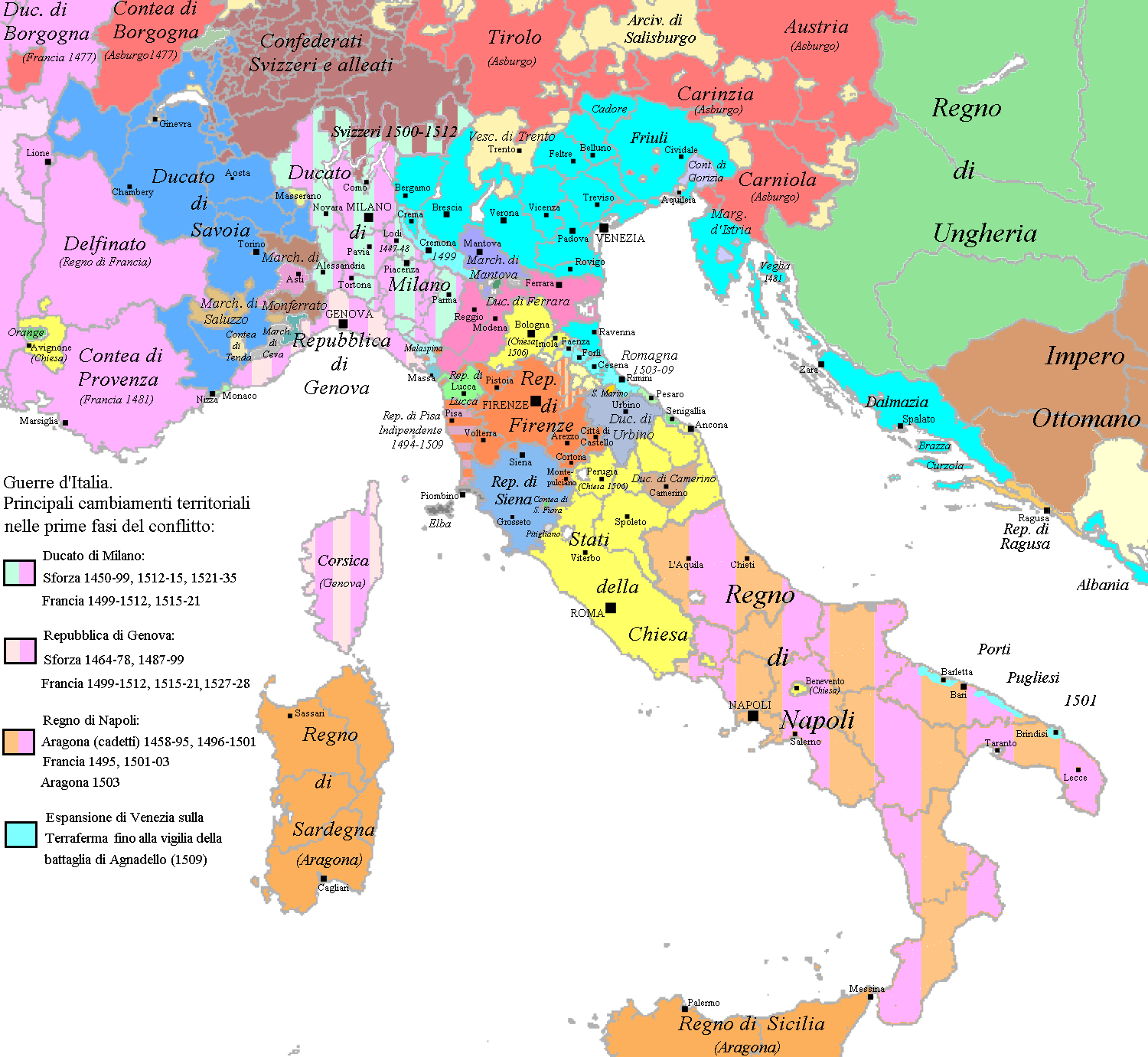
Italia. Cambiamenti territoriali (1495-1535)

Nel cinquecento la signoria di Milano su Piacenza fu sostituita da un'alternanza di vari governi, in larga parte francesi e pontifici; nel 1499, a seguito della discesa in Italia del re di Francia Luigi XII e della conquista di Milano, la città venne occupata dalle truppe francesi. Nel 1510, dopo che papa Giulio II aveva rinnegato l'alleanza con i francesi sciogliendo di fatto la Lega di Cambrai e alleandosi con la Repubblica di Venezia in funzione antifrancese, la città venne conquistata da parte delle truppe papali. La città venne ripresa dai francesi nella primavera del 1511. Nel 1512, nonostante la vittoria nella battaglia di Ravenna, le truppe di Luigi XII abbandonarono l'Italia, permettendo al papa di rioccupare la città, mentre Milano veniva occupata da truppe svizzere.

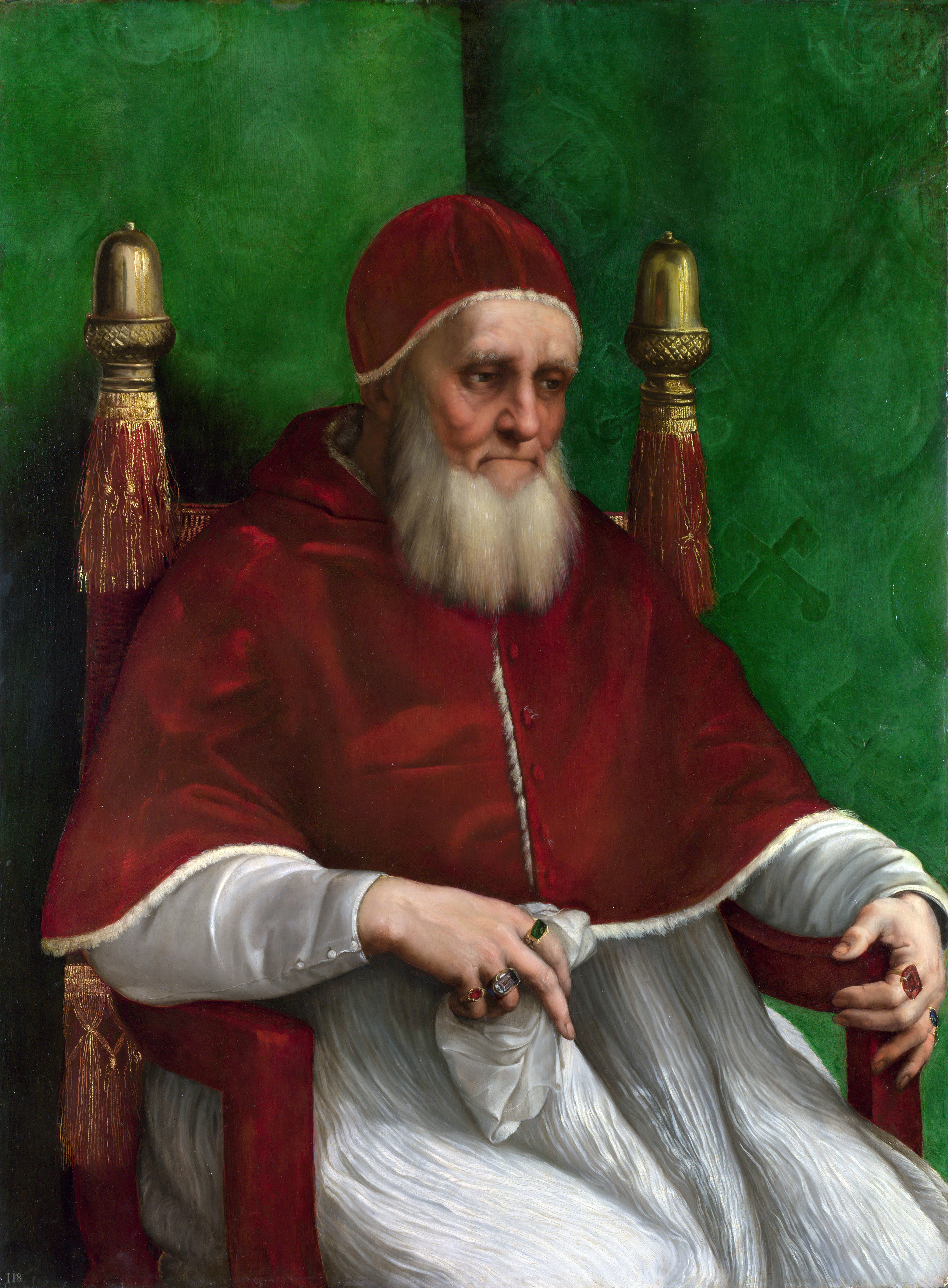
Papa Giulio II ritratto da Raffaello Sanzio

Nel marzo 1513 Piacenza, insieme a Parma, si riconsegnò al Ducato di Milano, sul cui trono era salito, nel frattempo, Massimiliano Sforza, figlio di Ludovico il Moro. Lo stesso Massimiliano, nel successivo mese di maggio cedette le due città a Leone X, che era succeduto a Giulio II sul soglio pontificio in quello stesso anno. Il pontefice non operò l'accorpamento delle due città allo Stato Pontificio, con l'obiettivo di costituire una nuova entità statale al cui governo porre il fratello Giuliano, a cui nel febbraio 1515 concesse il vicariato, unitamente a quello su Modena e Reggio Emilia. L'ambizione del papa sfumò completamente a causa della morte di Giuliano, avvenuta nel 1516.
Nel 1515 il nuovo re di Francia Francesco I, forte di un legame di parentela con la famiglia Visconti, discese in Italia marciando verso Milano; con la vittoria sui veneziani ottenuta al termine della battaglia di Marignano, nel settembre di quello stesso anno e il successivo accordo di pace, Piacenza, così come il Ducato di Milano, ritornò sotto il dominio francese. Il possesso francese su Piacenza fu riconosciuto ufficialmente dal papa nel 1516 in occasione della firma del concordato di Bologna.

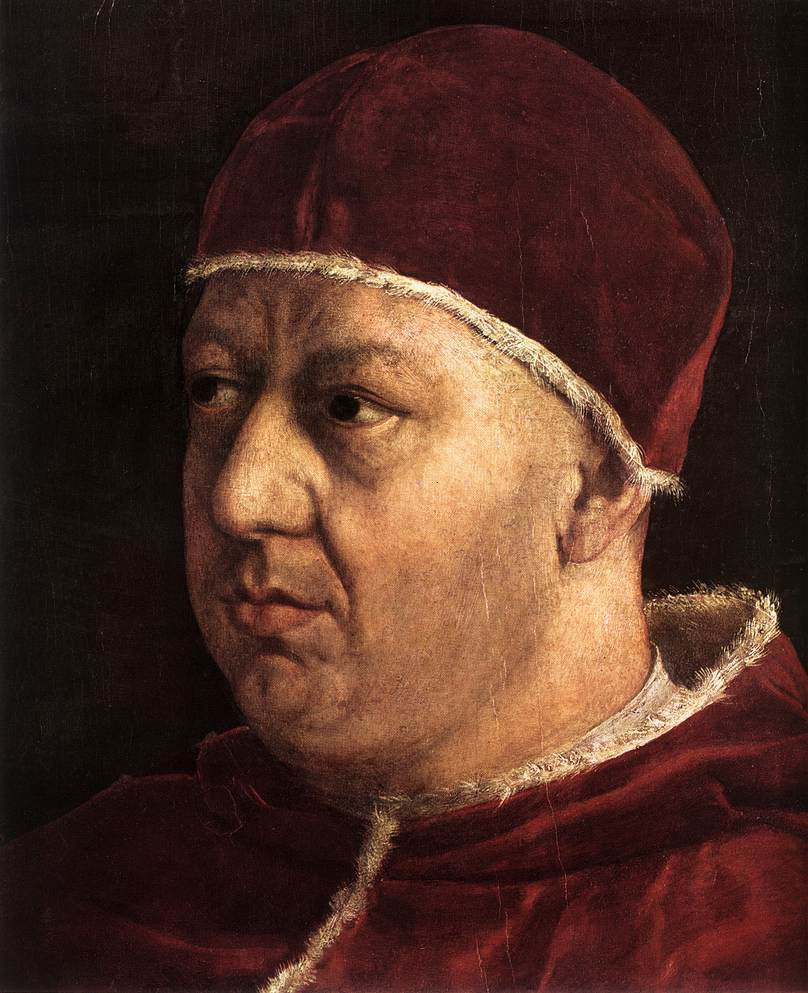
Papa Leone X ritratto da Raffaello Sanzio

Piacenza rimase assoggettata alla monarchia francese fino al 1521 nonostante alcuni tentativi di liberazione tra cui una sollevazione di contadini e briganti di montagna guidata da Giacomo Anguissola che nel giugno di quell'anno marciò, senza successo, verso la città. Nel frattempo, nel mese di maggio dello stesso anno, era stato stipulato un patto segreto in funzione antifrancese tra il papato e Carlo V, che nel frattempo era stato eletto imperatore a discapito dello stesso Francesco, questo prevedeva tra gli altri punti, la concessione al papa da parte dell'imperatore del possesso delle città di Parma, Piacenza e Ferrara. L'avanzata dell'armata congiunta imperiale e pontificia culminò nel mese di novembre quando, dopo una sollevazione popolare, i francesi furono costretti alla ritirata da Milano: a seguito di ciò le restanti città assoggettate ai francesi si consegnarono ai vincitori, con Parma e Piacenza che tornarono, quindi, sotto il controllo papale.
Nel 1525, sotto il pontificato di Clemente VII, fu avviata la costruzione di una cinta muraria di nuova concezione, fino ad allora inedito in Italia, dove la cinta propriamente detta era interrotta a distanza regolare dalla presenza di bastioni lungo un perimetro di circa 6,5 km. I lavori di edificazione durarono fino al 1545 e richiesero l'impiego di circa 6 500 operaio al servizio di 150 capimastri. Oltre a questa opera, gli anni di dominio papale videro applicata una politica di stampo popolare e antinobiliare, culminata nel 1530 quando un decreto del legato pontificio Giovanni Salviati ammise le classi popolari nell'amministrazione cittadina.

### Il ducato farnesiano
Nel 1545 papa Paolo III operò il definitivo distacco di Piacenza dal ducato di Milano, scorporando la città, insieme alla vicina Parma, dallo Stato Pontificio, istituendo il Ducato di Parma e Piacenza sul cui trono venne posto il figlio Pierluigi Farnese. A seguito della costituzione della nuova entità statale, Pierluigi decise di fare di Piacenza la capitale.
Nonostante la decisione di Pierluigi di porre la capitale a Piacenza, le politiche da lui intraprese, come l'istituzione di una nuova milizia posta sotto il suo diretto comando, ne causarono la forte ostilità da parte della nobiltà di origine feudale piacentina che vedeva nella neo-costituita dinastia farnesiana una minaccia alla propria indipendenza. Questo sentimenti confluì, due anni più tardi, nella congiura guidata dal conte Giovanni Anguissola, che pure godeva della fiducia da parte del duca, in qualità di suo consigliere personale. La congiura, oltre alla partecipazione dei membri di diverse famiglie nobili piacentini, trovo l'appoggio da parte del governatore di Milano Ferrante I Gonzaga, forse impaurito dalle mire farnesiane sul ducato milanese, che, a sua volta, ottenne l'autorizzazione a uccidere il duca da parte dell'imperatore Carlo V. L'accordo con il Gonzaga prevedeva la consegna della città ai milanesi, in cambio di una sostanziale impunità per i congiurati riguardo alle azioni compiute durante la loro operazione e alcune libertà alla città, come la promessa di una tassazione non superiore a quella richiesta dal papa e la possibilità di giudicare nella città le cause sotto una certa importanza.

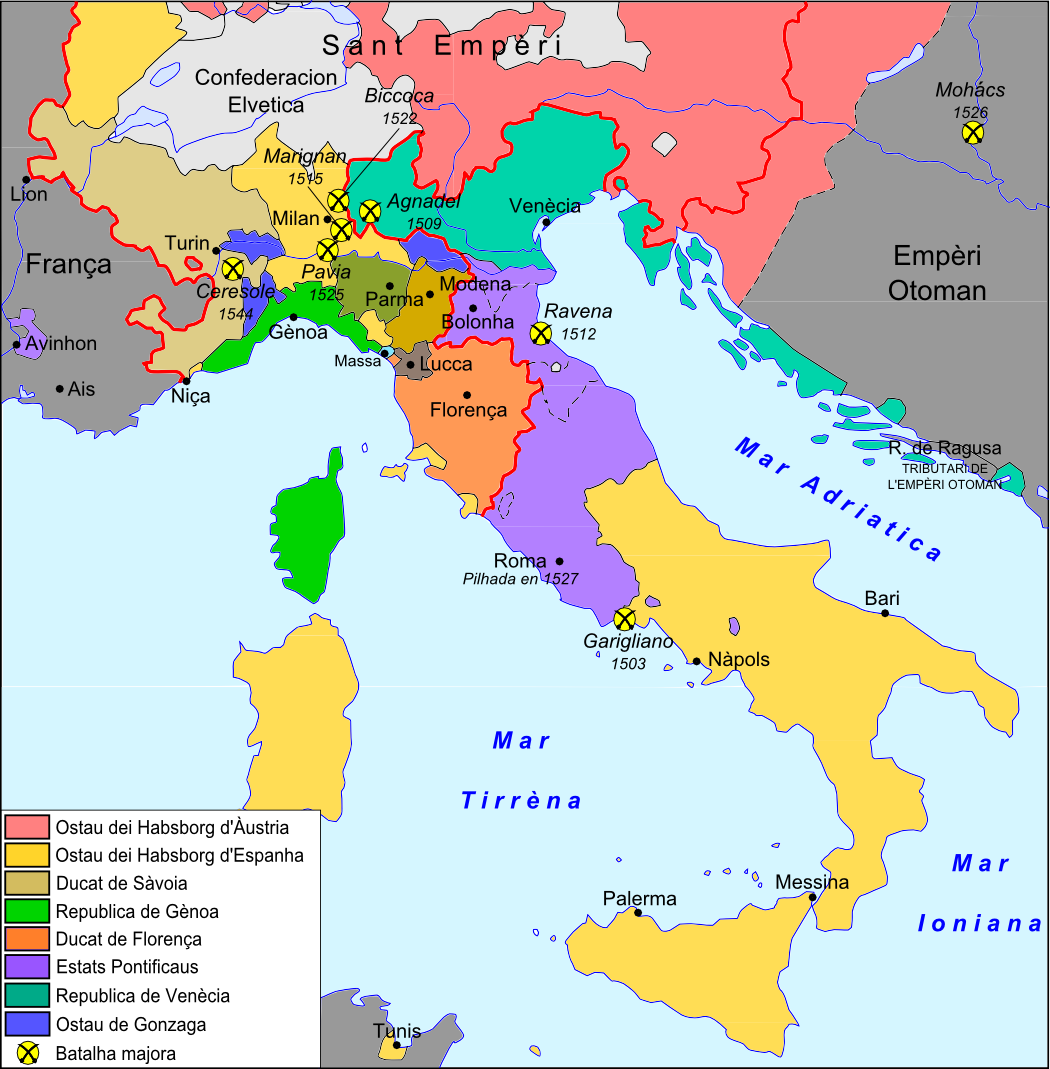
Mappa dell'Italia nel 1559, alla fine delle guerre del XVI secolo.

Il 10 settembre 1547 l'Anguissola ottiene un'udienza dal duca presso la cittadella viscontea, dove egli risiedeva, e, non appena rimase solo con lui, procedette a ucciderlo pugnalandolo. Dopo l'uccisione, il corpo del monarca venne gettato da una delle finestre, cadendo nel fossato. Al contempo, il conte tenne un discorso al popolo annunciando la morte del tiranno. In seguito all'operazione Piacenza venne occupata dalle truppe imperiali guidate dal Gonzaga, mentre il figlio di Pierluigi, Ottavio fu costretto a rifugiarsi a Parma. Il Ducato di Parma e Piacenza venne, quindi, diviso in due ducati autonomi, quello parmense che rimase ai Farnese, e quello piacentino, con il confine posto lungo il fiume Taro. Dopo aver parteggiato, insieme alla Francia, per la causa papale, nell'ambito della lotta contro l'imperatore, Ottavio iniziò gradualmente ad avvicinarsi alla causa asburgica; per effetto di ciò, nel 1556 Ottavio reclamò il possesso di Piacenza e di tutti i domini farnesiani persi dopo la congiura. Il 13 agosto 1556 furono firmati due trattati con il re di Spagna Filippo II che sancirono il ritorno di Piacenza, così come di altri territori, sotto il dominio farnesiano; il castello cittadino, tuttavia, non venne riconsegnato al potere ducale, ma divenne sede di una guarnigione spagnola.

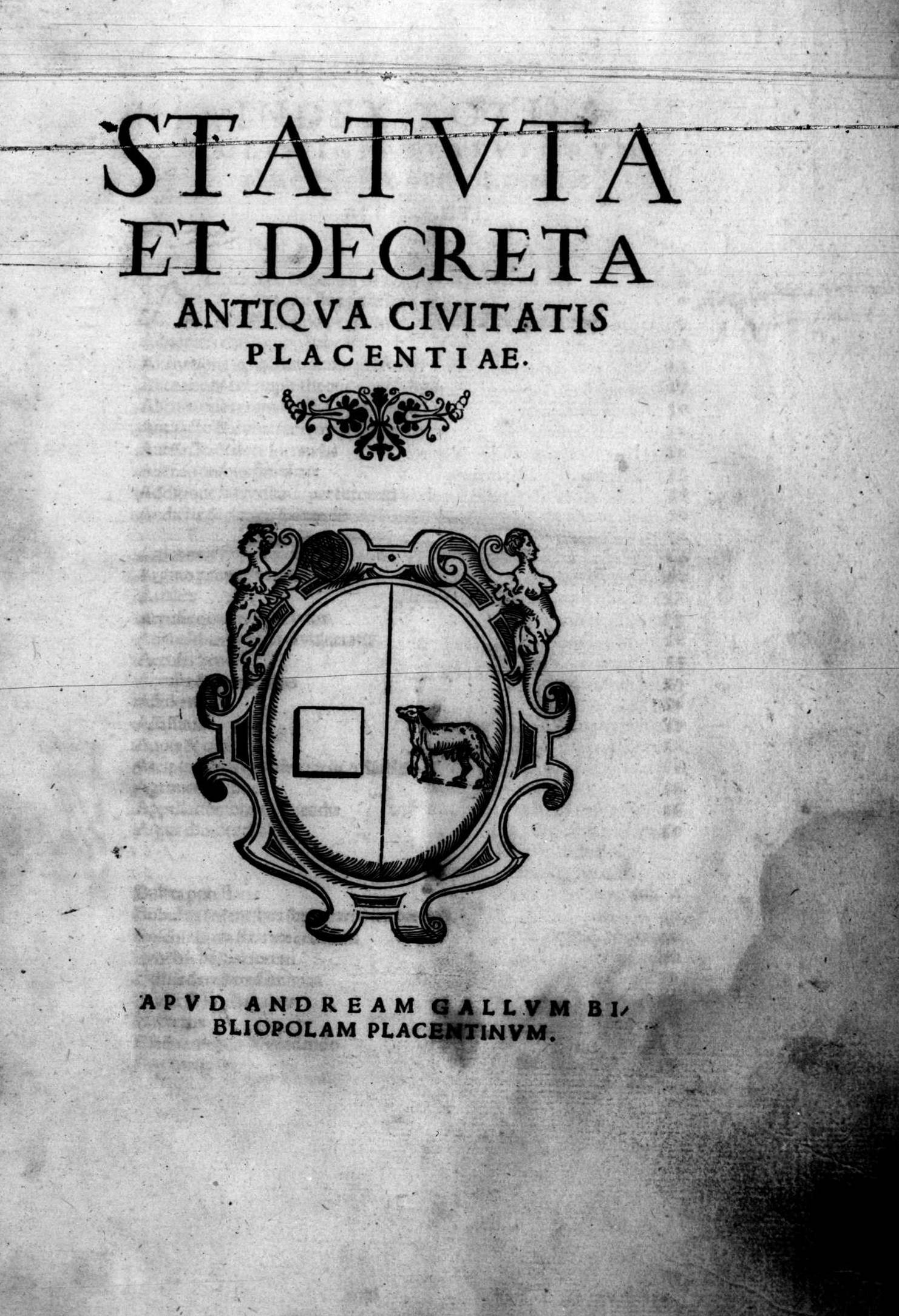
Statuti e decreti di Piacenza (Statuta et decreta antiqua civitatis Placentiae), 1560

Una volta ripreso il controllo su Piacenza, Ottavio, avviò, complice l'impulso della consorte Margherita d'Austria, la quale, a differenza del duca, aveva posto la sua residenza a Piacenza, la costruzione di un nuovo palazzo in sostituzione della cittadella viscontea. La progettazione dell'edificio venne inizialmente affidata nel 1558 a Francesco Paciotto, al quale subentrò, nel 1561, il Vignola. La costruzione del nuovo edificio aveva il duplice obiettivo di cancellare le tracce della congiura contro Pierluigi e di ribadire il dominio della famiglia Farnese sulla città, evidenziandone il potere. La linea politica adottata da Ottavio riguardo alla città di Piacenza vide il progressivo esautoramento del potere della nobiltà feudale locale, pur senza schierarsi apertamente contro essa e senza momenti di scontro frontale..
Ad Ottavio successe il figlio Alessandro Farnese, il quale, dopo aver operato con successo nelle Fiandre arrivando a ottenere la resa di Anversa, nel 1585, un anno prima di ascendere al trono ducale, aveva ottenuto la restituzione da parte del re dei Spagna della cittadella militare piacentina. Sotto il governo del duca successivo, Ranuccio I Farnese, nel 1589, dopo una prima interruzione dovuta alla partenza di Margherita da Piacenza, ripresero i lavori di edificazione di palazzo Farnese, i quali si interrupperò definitivamente nel 1602, a causa della scarsità dei fondi a disposizione. Tra il 1612 e il 1628 furono realizzate dallo scultore toscano Francesco Mochi due statue equestri raffiguranti Ranuccio e il padre Alessandro e che vennero poste nella piazza centrale della città, che, in seguito, venne chiamata piazza dei Cavalli proprio a causa della presenza delle due statue.
Il successivo duca, Odoardo I Farnese si alleò con i francesi in chiave anti-spagnola e prese parte alla guerra franco-spagnola, a sua volta inserita nel più ampio contesto della guerra dei trent'anni, le operazioni militari a cui partecipò il Farnese furono segnate, tuttavia, da diverse sconfitte che permisero agli spagnoli di occupare diversi centri del piacentino fino ad arrivare a Piacenza nell'ottobre 1636. A questo punto Odoardo fu costretto ad accettare una soluzione diplomatica, firmando nel febbraio successivo un trattato di pace che gli permise di conservare il dominio su Piacenza.

### Il dominio borbonico
Nel 1731, alla morte del duca Antonio Farnese, il trono passò al nipote Carlo Sebastiano di Borbone, figlio di Elisabetta Farnese, a sua volta nipote di Antonio, e del re di Spagna Filippo V. Carlo rimase duca fino al 1735 quando, a seguito della sua ascesa sul trono del Regno delle Due Sicilie, fu costretto a rinunciare al trono ducale in favore degli austriaci. La partenza di Carlo verso Napoli comportò una radicale spoliazione dei principali edifici cittadini, primo fra tutti palazzo Farnese di tutte le opere d'arte e del mobilio, che vennero spostati a Napoli.
Piacenza rimase sotto al dominio austriaco fino al 1743 quando, in accordo con il trattato di Worms, ne fu stabilita la cessione al Regno di Sardegna. In seguito, nell'ambito della guerra di successione austriaca subì nel 1745 un assedio da parte delle truppe francesi, culminato nella capitolazione della città. Il 16 giugno dell'anno successivo fu combattuta nei pressi della città una battaglia che vide contrapposte le truppe austro-piemontesi a quelle franco-spagnole, le quali furono sconfitte e costrette ad abbandonare tutti i territori da loro posseduti nell'Italia settentrionale.
Nonostante il risultato della battaglia piacentina, l'esito finale della guerra vide una situazione di sostanziale equilibrio. Nel 1748, con la ratifica del trattato di Aquisgrana, Piacenza tornò a far parte del Ducato di Parma e Piacenza, sul cui trono ascese il fratello di Carlo Filippo. Una clausola del trattato, tuttavia prevedeva che, in caso Carlo di Borbone fosse diventato re di Spagna, Filippo gli sarebbe succeduto sul trono napoletano aprendo così le porte allo smembramento del ducato, con Piacenza che sarebbe passata sotto il controllo del Regno di Sardegna La clausola, tuttavia non venne applicata, per il timore da parte di Austria e Inghilterra di inimicarsi la corona spagnola, così, una volta diventato Carlo re di Spagna, il trono napoletano passò al figli terzogenito Ferdinando, lasciando il Ducato di Parma e Piacenza agli eredi del fratello.

## L'età contemporanea

### L'epoca napoleonica e la Restaurazione

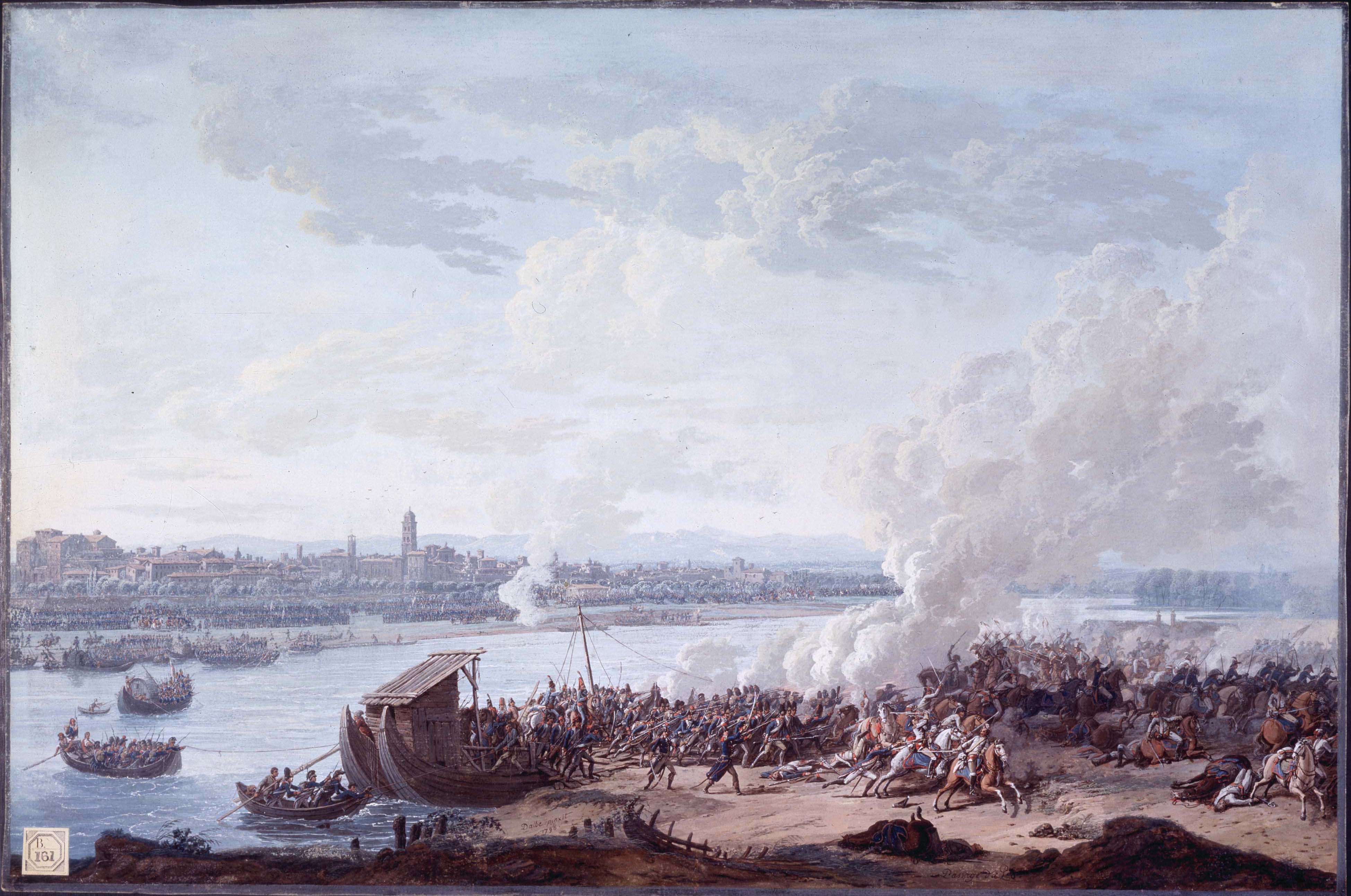
I francesi passano il Po a Piacenza il 7 maggio 1796, Giuseppe Pietro Bagetti

Nel maggio 1796 Piacenza venne occupata da parte delle truppe francesi guidate da Napoleone Bonaparte, dirette verso Milano. Nell'aprile 1799 Piacenza fu riconquistata da parte delle truppe austro-russe; a seguito della successiva controffensiva francese, nel mese di giugno fu combattuta, alla periferia occidentale della città, lungo le sponde del fiume Trebbia, una battaglia che vide sfidarsi le truppe francesi guidate dal generale Étienne Jacques Joseph Alexandre Macdonald e le truppe austro-russe poste sotto il comando del generale Aleksandr Vasil'evič Suvorov, le quali riuscirono ad avere la meglio al termine della contesa, costringendo i francesi al ripiegamento verso La Spezia.
Con il ritorno in Italia di Napoleone, reduce dalla campagna d'Egitto, e la vittoria nella battaglia di Marengo, le truppe francesi riuscirono, guidate da Gioacchino Murat a rientrare a Piacenza nel luglio del 1800. Nel marzo 1801 il trattato di Aranjuez sancì il passaggio di Parma e Piacenza sotto il controllo francese. Nel 1805 un'importante rivolta originatasi a Castel San Giovanni che si sviluppò in seguito in buona parte del territorio provinciale e che venne violentemente repressa causando qualche decina di morti, diverse condanne alla pena capitale e vari arresti. Durante il dominio napoleonico vennero istituiti per la prima volta il consiglio comunale e la carica di sindaco, che venne ricoperta inizialmente dal conte Alberto Douglas Scotti da Fombio. Nel 1813, a seguito della sconfitta francese a Lipsia la guerra ritornò nella zona di Piacenza, inizialmente difesa dai francesi anche dopo l'occupazione austriaca di Parma e definitivamente presa da parte degli austriaci nell'aprile 1814. Nonostante il cambiamento, ci fu una sorta di continuità nell'amministrazione cittadina con la conferma del conte Douglas Scotti, già sindaco e sottoprefetto, alla guida del governo provvisorio cittadino.
Al governo provvisorio succedette una reggenza da parte dell'imperatore austriaco Francesco II d'Asburgo-Lorena affiancato in qualità di collaboratore dal ministro di stato Pier Francesco Cerati, che mantenne il potere fino al 1816 quando il governo fu ceduto alla figlia Maria Luisa d'Asburgo-Lorena, in precedenza già sposa di Napoleone. Durante il governo della duchessa superò in maniera pressoché indenne i moti del 1820-1821, mentre negli anni successivi furono costruite alcune importanti opere pubbliche come il ponte sul fiume Trebbia tra Piacenza e San Nicolò a Trebbia, il ponte sul torrente Nure a Ponte dell'Olio, nonché la ristrutturazione del teatro Municipale ad opera dell'architetto Lotario Tomba.
Nel 1829 il barone Joseph von Werklein diventa primo ministro ducale imprimendo alla linea di governo una svolta autoritario-repressiva; questo favorì il crescere del malcontento che culminò, nel 1831, nei moti scoppiati a Parma che costrinsero Maria Luisa a riparare a Piacenza, città rimasta fedele, anche a causa della presenza di una forte guarnigione austriaca, dove rimase rifugiata per sette mesi, anche dopo che, a seguito di una battaglia combattuta a Fiorenzuola d'Arda, le truppe austriache avevano ripreso il controllo della capitale.

### L'epoca risorgimentale
Dopo la morte di Maria Luigia d'Austria, le successe sul trono ducale, il 31 dicembre 1847, Carlo II di Parma il quale prese subito alcune decisioni che gli allontanarono il consenso popolare come la vendita del ducato di Guastalla e la concessione che permise all'Austria di occupare e disporre di alcune basi militari nel territorio ducale. Il 20 marzo 1848 scoppiarono a Parma alcuni moti di protesta, prontamente repressi dalle truppe, che causarono morti e feriti tra la popolazione civile; nonostante la scelta del duca di trasformare la forma di governo in monarchia costituzionale e la creazione di una reggenza composta da cinque cittadini, tra i quali i piacentini Giuseppe Mischi e Pietro Gioia, a Piacenza si sviluppò l'idea del distacco da Parma che viene messa in pratica il 26 marzo quando, a seguito dell'abbandono della città da parte delle truppe austriache, il consesso civico nominò Fabrizio Gavardi sindaco della città costituendo un governo provvisorio. Il 10 maggio successivo si svolse un plebiscito culminato con la richiesta di annessione al Regno di Sardegna (su 37 585 votanti, 37 089 vollero seguire le sorti del Piemonte e dei Savoia). Il 14 maggio una delegazione composta da illustri cittadini come Pietro Gioja, consegnò al re Carlo Alberto di Savoia, accampato nei pressi di Verona, i risultati del plebiscito. Il monarca proclamò, così, Piacenza "Primogenita". Piacenza venne, quindi, aggregata al Regno di Sardegna con l'introduzione sul territorio dello statuto Albertino e l'elezione di alcuni piacentini al parlamento di Torino.
Con la sconfitta piemontese nella battaglia di Custoza e la successiva firma dell'armistizio Salasco il Ducato di Parma e Piacenza venne di nuovo occupato dalle truppe austriache che permettono a Carlo III di Parma, figlio di Carlo II che aveva, nel frattempo, abdicato, di ascendere al trono ducale, applicando politiche di repressione nei confronti della città di Piacenza e mantenendovi una guarnigione composta da 6 000 uomini.
Nel maggio 1859, parallelamente alla campagna franco-piemontese in Lombardia, avvennero delle sommosse a Parma che costrinsero la duchessa reggente Luisa Maria di Borbone-Francia alla fuga dalla città; il 10 giugno le truppe austriache furono costrette al lasciare Piacenza e Pietro Gioia convocò un secondo plebiscito per l'annessione al Piemonte, i cui risultati vennero poi utilizzati dal consiglio comunale per chiedere l'annessione al Piemonte. Il 17 giugno arrivò in città il commissario di nomina regia Diodato Pallieri. Tuttavia, a seguito dell'armistizio di Villafranca, il processo di annessione al Piemonte subì un rallentamento e il commissario venne richiamato a Torino, lasciando il governo della città a Giuseppe Manfredi, il quale organizzò un terzo plebiscito per l'annessione al Piemonte, il cui risultato fu ratificato dall'anzianato con l'invio di un'ulteriore richiesta di annessione. Il 18 agosto 1859 il governo della città passò nelle mani di Luigi Carlo Farini, fino a quel momento dittatore delle province modenesi, che costituì l'assemblea dei Rappresentanti del popolo, la quale, il 12 settembre, votò l'annessione al Regno di Sardegna.
Il massiccio arruolamento dei piacentini fra le truppe volontarie guidate da Giuseppe Garibaldi nella spedizione dei Mille rappresentò la continuazione dell'impegno piacentino a favore dell'indipendenza. Il primo sindaco cittadino dopo l'unità d'Italia fu il conte Faustino Perletti, nato a Calendasco nel 1815 e morto a Firenze nel 1878, nominato con regio decreto del 18 marzo 1860 del re Vittorio Emanuele II; la prima seduta del consiglio comunale fu tenuta il 23 marzo 1860.

### Dal periodo post-unitario in poi
Il 3 giugno 1861 fu inaugurato il primo ponte ferroviario sul Po che permise il completamento del collegamento con Milano. Il 24 marzo 1870 avvenne in città un tentativo di sedizione da parte dei militari repubblicani della brigata Modena, all'interno della quale gli ideali mazziniani repubblicani avevano fatto presa su alcuni sergenti e ufficiali sull'esempio della città di Pavia dove era avvenuta un'analoga insurrezione. A differenza della città vicina, dove i soldati fedeli al re fecero fuoco sui ribelli provocando diverse vittime, a Piacenza i tafferugli si dispersero rapidamente. Il 23 marzo 1891 venne aperta a Piacenza la prima camera del lavoro italiana.
Nella seconda metà del XIX secolo e nella prima del XX nuove iniziative imprenditoriali diedero un notevole impulso allo sviluppo economico ed industriale della città, nonché alla modernizzazione delle tradizionali attività agricole.
Nel 1923 il territorio comunale venne ampliato con l'aggregazione dei comuni limitrofi di Mortizza, San Lazzaro Alberoni e Sant'Antonio a Trebbia.

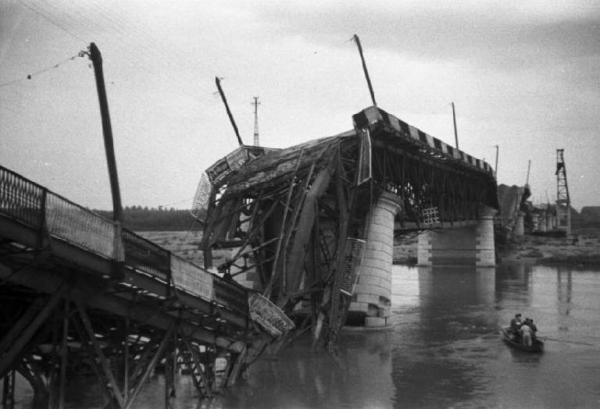
Ponte ferroviario sul fiume Po distrutto dai bombardamenti, foto di Federico Patellani, 1945

Durante la seconda guerra mondiale la città fu pesantemente colpita dai bombardamenti aerei degli alleati che colpirono, tra gli altri, il ponte ferroviario sul Po, la stazione ferroviaria, l'ospedale e l'arsenale oltre a porzioni del centro storico, per un totale di 92 incursioni che causarono circa 300 vittime. Dopo l'armistizio dell'8 settembre 1943 furono attivi, sia nelle vallate dell'Appennino che nella pianura, diversi nuclei di partigiani che combattevano l'esercito tedesco e repubblichino, per un totale di 6 636 effettivi e 926 caduti. Al termine del conflitto, alla città venne conferita la medaglia d'oro al valor militare. Nel referendum istituzionale del 1946 il 62% degli elettori piacentini votò per la Repubblica, mentre il 37,9% votò per la monarchia.
Negli anni '50, la forte vocazione agricola cittadina, oltreché considerata anche la forte tradizione cattolica, spinsero l'università Cattolica del Sacro Cuore di Milano a inaugurare il distaccamento piacentino dell'ateneo, inizialmente composto dalla sola facoltà di agraria e che, successivamente, ha visto l'aggiunta di altre facoltà tra cui economia e giurisprudenza.
All'inizio del XXI secolo, grazie alla posizione strategica, alla presenza di un importante nodo ferroviario e al passaggio di due autostrade, continuano si è sviluppato nei pressi della periferia cittadina un importante polo logistico, per una superficie totale di 480000 m². Parallelamente, altri poli simili sono sorti sul territorio provinciale, a Castel San Giovanni e Monticelli d'Ongina.
Parallelamente, anche a seguito dell'ottenimento del titolo di città d'arte da parte della regione Emilia-Romagna, riconoscimento ottenuti anche dai comuni di Bobbio, Cortemaggiore e Castell'Arquato, e alla partecipazione ad alcuni circuiti di promozione territoriale, Piacenza ha visto aumentare gradualmente l'afflusso turistico.
A partire dal 2004 la città ha ottenuto, da parte del comitato italiano dell'UNICEF, il titolo di città a sostegno dei bambini.